# Verticordiidae
Verticordiidae је породица слановодних морских шкољки из реда Pholadomyoida. 

## Родови
Родови породице Verticordiidae:
Према Catalogue of Life од 24. септембар 2013.:
- род Halicardia
- род Haliris
- род Laevicordia
- род Mytilimeria
- род Simplicicordia
- род Spinosipella
- род Trigonulina
- род Vertambitus
- род Verticordia
- род Vertisphaera

Према Integrisani taksonomski informacioni sistem од 24. септембра 2013.:
- род Euciroa Dall, 1881
- род Halicardia Dall, 1895
- род Haliris Dall, 1886
- род Laevicordia Sequenza, 1876
- род Lyonsiella M. Sars, 1782
- род Policordia Dall, Bartsch & Rehder, 1938
- род Trigonulina D'Orbigny, 1842
- род Verticordia J. de C. Sowerby, 1844

Према Nacionalni centar za biotehnološke informacije од 24. септембра 2013.:
- род Verticordia

Према Fossilworks од 24. септембра 2013.:
- род Acreuciroa
- род Euciroa
- род Halicardia
- род Halicardissa
- род Haliris
- род Kurinuia
- род Laevicordia
- род Lyonsiella
- род Pecchiolia
- род Setaliris
- род Spinosipella
- род Trigonulina
- род Vertambitus
- род Verticordia
- род Vertisphaera

Према WoRMS од 24. септембра 2013.:
- род Halicardia Dall, 1895
- род Haliris Dall, 1886
- род Laevicordia Seguenza, 1876
- род Simplicicordia Kuroda & Habe, in Kuroda, Habe & Oyama, 1971
- род Spinosipella Iredale, 1930
- род Trigonulina d'Orbigny, 1842
- род Vertambitus Iredale, 1930
- род Verticordia J. de C. Sowerby, 1844
- род Vertisphaera Iredale, 1930